# Баксан (льодовик)
Баксанський льодовик або Азау — бере початок в південному схилі Ельбрусу, на східному схилі хребта Хоти-тау, що з'єднує Ельбрус з Головним Кавказьким хребтом.
Утворюється з 4-х рукавів, з яких два отримують початок на Ельбрусі, один на Хоти-тау і останній на горах, що обмежують льодовик з правого його боку. Крім того, маса крижаних потоків приєднуються до нього з обох сторін, і в цьому відношенні Баксанський льодовик нагадує Мер-де-Глас і льодовик Алеч в Швейцарії, і належить до льодовиків першого порядку, на якому чітко виражені морени.
За початок льодовика приймають потік, що спускається з Хоти-тау і має вигляд широкого крижаного поля. Бічні морени з лівого боку льодовика представляють кілька високих паралельних смуг з шматків лави і інших гірських порід, права ж сторона глетчера впирається в своїй середній і нижній частині в прямовисні скелі, тому морени мають всього декілька кроків ширини.
У 1849 р. Баксанський льодовик закінчувався на висоті 2241 м спускався в область лісів. 
В кінці 70-х років 19-го століття він закінчувався вже на висоті 2327 м, а в 1881 р. піднявся ще вище, причому кінець його був у відстані 300-100 сажень від великого соснового лісу, в область якого він вторгався в 1849 р. Нині В період потепління клімату центральний Баксанський льодовик розтанув і відступив, скоротившись до схилів Ельбрусу
Нині центральний Баксанський льодовик розтанув і відступив, скоротившись до схилів Ельбрусу.